# Chu Ci
Chu Ci és el nom d'una antologia de poesia xinesa compilada el segle iii aC, tradicionalment atribuïda a Qu Yuan. A diferència d'altres compilacions primerenques, alterna tant mètriques com origen geogràfic dels poemes (64 en total). El títol ve de l'Estat de Chu d'on prové el corpus principal.

## Contingut
L'antologia es divideix en disset seccions, tot i que aquesta estructura no estava en els documents originals, sinó que va ser obra de l'estudiós Wang Yi. Wang va reordenar i polir les composicions, les quals havien esdevingut molt populars. El poema d'obertura és Li Sao, escrit per Qu Yuan, que marca el to melangiós general de tot el recull i aborda tant aspectes biogràfics i polítics com continguts mitològics. Posteriorment segueix la secció anomenada Jiu Ge, amb onze poemes centrats en el xamanisme de la regió. Li segueixen una sèrie de preguntes metafísiques en forma de preguntes retòriques en vers. El següent capítol és Jiu Zhang, on es reprèn el tema inicial i es narra la caiguda de l'estat de Chu i la decadència en altres àmbits que s'hi relacionen metafòricament.
La segona part inclou diversos poemes on es narren mites, viatges astrals i visions. Com a contrapunt, li segueixen més laments i elegies, fortament influïdes pel taoisme. En algunes d'elles els autors mostren penediment per una vida allunyada de la moral desitjada. Petits poemes anomenats luan serveixen de divisió entre les diferents seccions d'aquesta segona part.